# 馬烏賴
馬烏賴（阿美語：Maulai），是台灣阿美族馬太鞍部落神話中的小米神。

## 身世
馬烏賴是神族系譜中的第九代神祇，他的母親是穀物祖神之一的拉悠（Lajo）、父親是塔普讓（Tatpungan），前妻是自己的表姊妹瑪魯拉瓦絲（Maruravas），家族可以追溯到第三代的茲洛姆和菈嘎勞。

## 職責
馬烏賴是小米之神（一說精靈），他可以讓小米豐收、製造出無數的食物和酒，同時也因為曾經求教於伊得（Idek），擁有強大的農業技術。

## 神話

### 第一次婚姻
馬烏賴第一次結婚的對象是舅舅伊得的女兒瑪魯拉瓦絲（Maruravas），但由於入贅妻家後的生活不適應，他後來又和妻子離婚並回家了，儘管如此，兩人之間還是育有Aritsolo和芋頭之神馬谷里達（Makolita）。

### 第二次婚姻
離婚後的馬烏賴後來表示要入贅北部的里漏社（Lidaw），因為伊得的兄弟辜互（Koho）是當地的神，而他也因此改名為阿烏督盎伊（Avotongai）。里漏社的長老們得知事情後，立刻把社內的年輕女孩子聚集起來，依照外表從美到醜分成三級，並且讓她們各拿一個陶壺、經過會所去取水，並讓阿烏督盎伊在會所裡面看她們，可是當第一、二級的女孩子經過時，他都不為所動，直到第三級的女孩子經過時，他立刻選中一名叫做魯尤絲（Ruyos）的少女，那名少女的一隻眼睛瞎了、母親甚至還全盲、家境很窮，雖然包括本人在內都很驚訝，但在他的堅持下還是結婚了。

### 種田
在入贅里漏社後，阿烏督盎伊得到一塊田，他便利用伊得的方式用陀螺清理完田地，並種了滿滿一大片小米，收成時還必須請其他人來幫忙收割十天，後來他為了感謝幫忙的族人，便親自煮小米宴請族人，他種的小米是很特別的品種，叫做「烏古伊（Okoi）」，結的穗是葫蘆狀，但只要將其剖開，便可以得到滿滿一簍的小米，另外，他還砍下三根竹子加以鞭打，竹子就變成三隻大肥豬、他再砍下一根竹子剖開，裡面便流出了滿滿的酒，在族人們酒足飯飽並打算離開時，他還把一些小米分送給他們。

### 喪妻
在收割完小米後，阿烏督盎伊表示想要回家一趟，懷孕的妻子魯尤絲也想一起去，雖然阿烏督盎伊曾勸她留在家裡但她很堅持，結果在經過一座橋時，魯尤絲不小心摔下去，變成了蛇。無可奈何的阿烏督盎伊只能回家通知魯尤絲的母親，並且幫傷心的她把小米曬乾後回到了自己的家。